# Avigliano Umbro
Avigliano Umbro là một đô thị ở tỉnh Terni trong vùng Umbria của Ý, có cự ly khoảng 50 km về phía nam của Perugia và khoảng 20 km về phía tây bắc của Terni. Tại thời điểm ngày 31 tháng 12 năm 2004, đô thị này có dân số 2.488 người và diện tích là 51,4 km².
Avigliano Umbro giáp các đô thị: Acquasparta, Amelia, Guardea, Montecastrilli, Montecchio, Todi.